# Puerta francesa

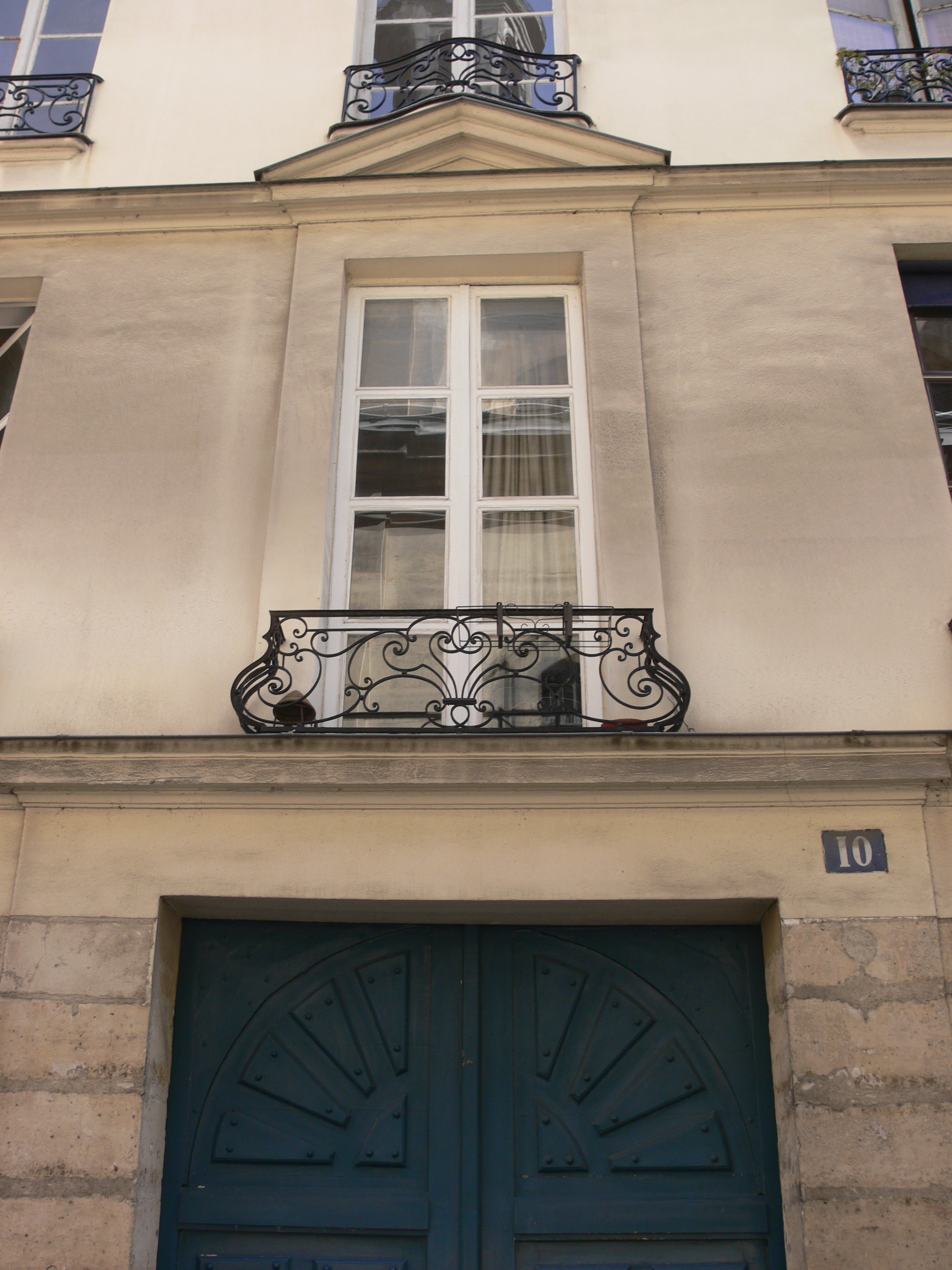
Portafolio

Una puerta francesa (porte-fenêtre, francés para puerta porte, ventana fenêtre) es una ventana alta, que abarca desde el suelo al techo que se encuentra en palacios de los siglos XVII al XIX, asegurada con una balaustrada externa cuando se encuentra en una planta alta.

## Planta baja
En su origen, se idearon para comunicar mejor los interiores con los exteriores, mejorando el contacto con la naturaleza.

## Planta alta
Actualmente, se utiliza como reemplazo de un balcón, especialmente en edificios de gran altura y donde la fachada del edificio se supone que es plana. Puede usarse a una altura máxima de 25 m sobre el suelo.  En estancias profundas, especialmente estrechas, permite una buena iluminación del interior en toda la longitud y altura de la estancia, incluido el suelo y el techo, dando el efecto de una distribución uniforme de la luz en la parte de la ventana y en el fondo de la habitación manteniendo las áreas sombreadas cerca de la pared exterior y muy buena distancia de largo alcance. En estancias amplias y poco profundas a la vez, divide la estancia en una parte bien iluminada en toda su altura y una parte en sombra. En ambos casos, le da a la habitación una iluminación que le da mayor plasticidad que una ventana baja pero amplia.
La ventana se usa principalmente en viviendas, con mucha menos frecuencia en oficinas y talleres. Desde el exterior del edificio, las ventanas dan una impresión óptica de ligereza. Estos edificios parecen más estrechos y más altos. La desventaja es (como en el caso de los balcones) la sensación de frialdad en el suelo en el caso de carpintería insuficientemente sellada.